# 季诺维·卡罗诺夫
齐诺维奇·格里戈里耶维奇·卡罗诺夫（俄语：Зиновий Григорьевич Колобанов、1911年1月7日－1994年8月8日）是一名二战老兵，曾在苏军担任坦克指挥官。在苏德战场上，他曾指挥一辆KV-1坦克击退了22辆德军坦克，被广泛认为是苏联在二战期间击杀量第二高的坦克王牌。

## 服役经历

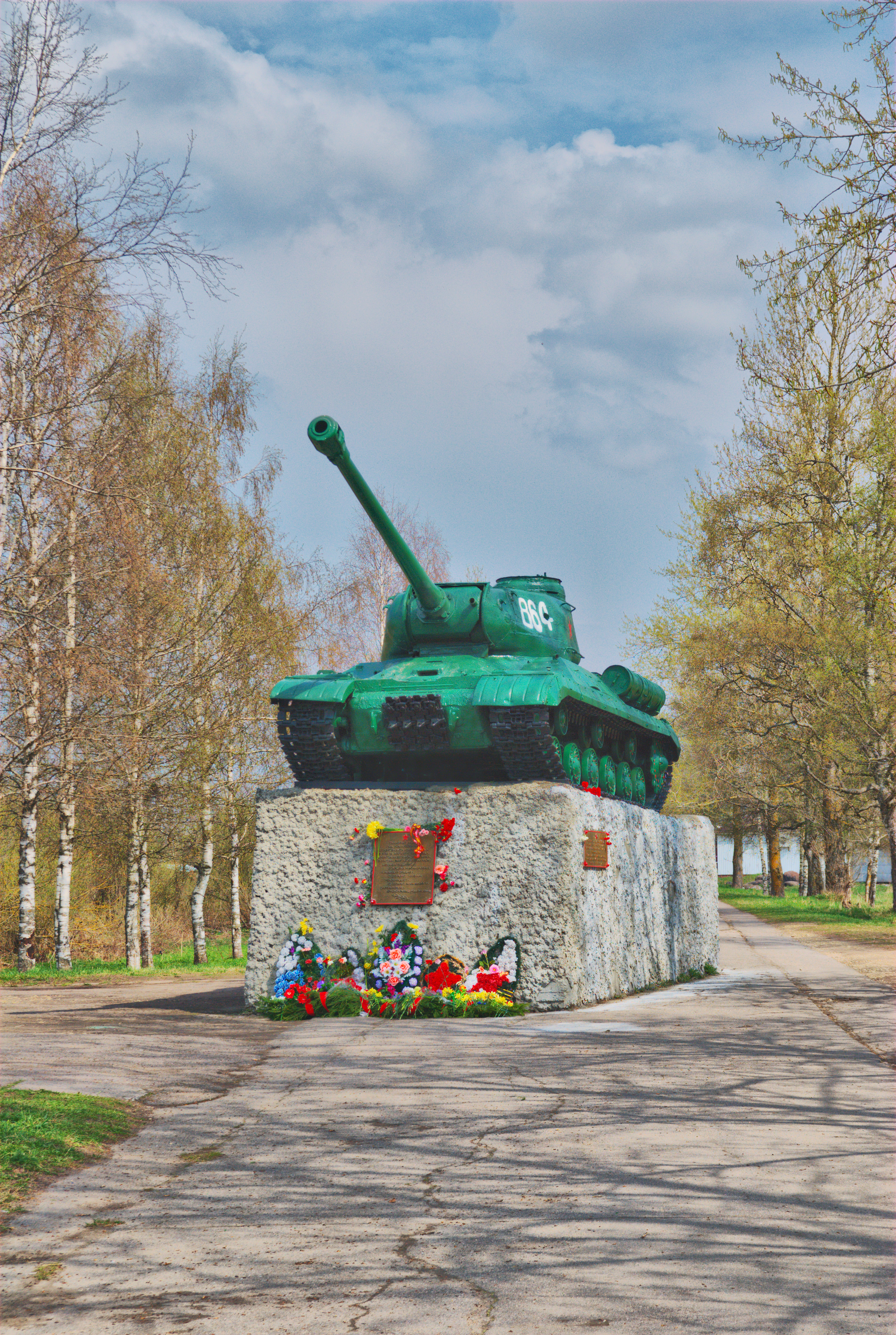
位于列宁格勒的纪念碑，建于2010年（卫国战争胜利65周年）

在 1941 年 8 月 20 日的列宁格勒战役中，科洛巴诺夫的部队在克拉斯诺格瓦尔代斯克（现在的加特契纳）伏击了一列德军装甲部队。德国第 8、第 6 和第 1 装甲师的先头部队正在接近列宁格勒（现在的圣彼得堡）附近的克拉斯诺格瓦尔代斯克（现在的加特契纳），唯一可以阻止它的苏联部队是由 5 辆隐藏得很好的 KV-1 坦克组成沼泽边缘的小树林。 KV-1 坦克编号864 由这支小部队的领袖科洛巴诺夫中尉指挥。
德军从三个方向进攻克拉斯诺格瓦尔代斯克。在 Myza Vojskovitsi（德语：Wojskowitzy）、Seppelevo、Vangostarosta（现为 Noviy Uchkhoz）、Ilkino 和 Pitkelevo 定居点附近，地理位置有利于苏联守军，因为该地区唯一的道路经过沼泽，守军从他们的隐蔽处指挥了这个咽喉要道位置。科洛巴诺夫中尉仔细研究了情况，并在前一天准备了他的分队。每辆 KV-1 坦克携带两倍于正常数量的弹药，其中三分之二是穿甲弹。科洛巴诺夫命令他的其他指挥官停止射击并等待命令。他不想透露他的部队规模，所以一次只有一辆坦克与敌人交战。
第6装甲师的先头部队直接进入了精心准备的苏军伏击。科洛巴诺夫的 KV-1 炮手安德烈·乌索夫用第一枪击倒了领先的德国坦克。德国纵队认为坦克击中了反坦克地雷，并没有意识到他们遭到伏击，于是停了下来。这让乌索夫有机会摧毁第二辆坦克。德国人意识到他们受到了攻击，但无法找到射击的来源。当德军坦克盲目开火时，科洛巴诺夫的坦克击退了尾随的德军坦克，将整个纵队都击退了。

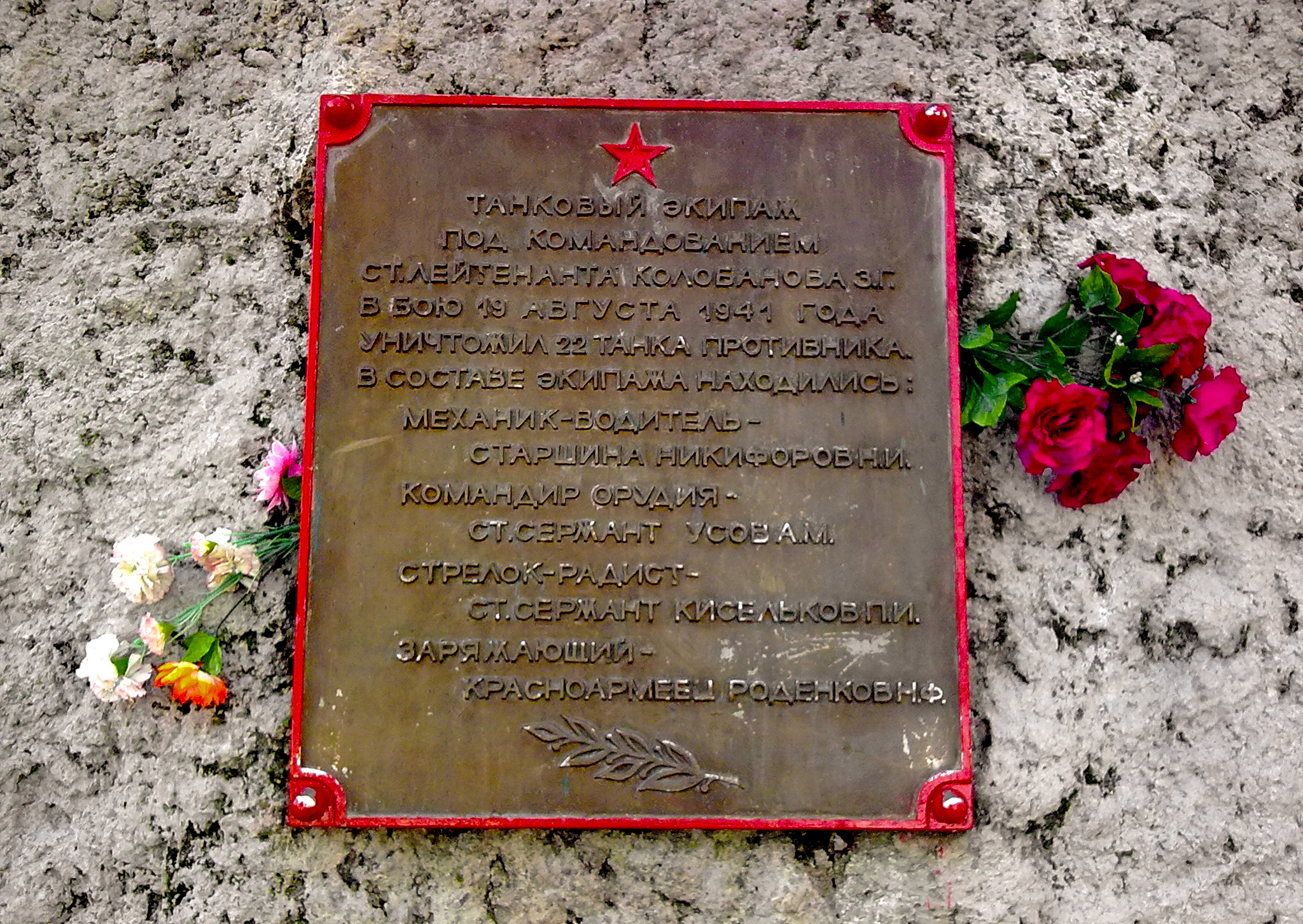
纪念碑奠基处的铭文

尽管德国人现在知道他们从哪里受到攻击，但他们无法发现科洛巴诺夫中尉的坦克，现在他们试图与一个看不见的敌人交战。 德军坦克在驶离道路并进入周围松软的地面时陷入了困境，这使得它们很容易成为目标。 22 辆德国坦克和两门牵引火炮在弹药耗尽之前被科洛巴诺夫的坦克击毁。科洛巴诺夫订购了另一辆 KV-1，在半小时的战斗结束前，又有 21 辆德国坦克被摧毁。 总共有 43 辆德国坦克被 5 辆苏联 KV-1 摧毁（另外两辆仍处于备用状态）。
由于他们的行为，科洛巴诺夫中尉被授予红旗勋章，安德烈·乌索夫被授予列宁勋章。
苏军的胜利是在有利地形和武器优势上精心策划的伏击的结果。这场战斗中的大多数德军坦克都是轻型坦克，仅配备 37 毫米火炮。德国坦克炮既没有 KV-1 的 76 毫米主炮射程也没有威力。战斗结束后，864号车组的坦克共被击中156次，均未击穿装甲。德国坦克的狭窄履带使他们被困在沼泽地中。
后来，前上尉齐诺维·科洛巴诺夫（Zinoviy Kolobanov）再次被苏联当局授予勋章，尽管在冬季战争后因“与敌人交好”而被定罪并降级。 1941 年 9 月 15 日，他在圣彼得堡普希金附近的头部和脊椎受重伤；他在剩下的战争中大部分时间都在医院度过。二战结束后，科洛巴诺夫中尉在东德的苏联占领区服役，当一名下属逃往英国占领区时，他被送上了军事法庭。在那之后，他被转移到了预备队。
他在白俄罗斯待了几年，并以中校的身份退休。然后他继续为明斯克汽车厂工作。
由于新乌奇霍兹村民的普遍需求，1980 年在科洛巴诺夫的 KV-1 被挖掘的地方竖立了一座战斗纪念碑。不幸的是，无法找到 KV-1 坦克，因此是 IS-2 重型坦克而是安装在那里。2006 年 9 月 8 日，一座纪念他的纪念碑在白俄罗斯首都明斯克揭幕。它由 AGAVA 的董事 Vasiliy Monich 赞助。

## 获勋及荣誉
- 2枚红旗勋章

- 1枚一级卫国战争勋章

- 1枚红星勋章

- 1枚战功勋章

- 1枚“纪念列宁诞辰一百周年奖章”

- 1枚“保卫列宁格勒奖章”

- 1枚“1941－1945年伟大卫国战争战胜德国奖章”

- 1枚“1941-1945年伟大卫国战争胜利二十周年奖章”

- 1枚“1941-1945年伟大卫国战争胜利三十周年奖章”

- 1枚“1941-1945年伟大卫国战争胜利四十周年奖章”

- 1枚“苏联武装力量老兵奖章”

- 1枚“苏维埃陆军海军三十周年奖章”

- 1枚“苏联武装力量四十周年奖章”
- 1枚“苏联武装力量五十周年奖章”
- 1枚“苏联武装力量六十周年奖章”

- 1枚“苏联武装力量七十周年奖章”